# فوينتيس دي أنيو
بلدية فوينتيس دي أنيو (بالإسبانية: Fuentes de Año) هي بلدية تقع في مقاطعة آبلة التابعة لمنطقة قشتالة وليون وسط إسبانيا.

## الديموغرافيا
يبلغ عدد سكان بلدية فوينتيس دي أنيو 143 نسمة عام 2011 (وفقاً للمعهد الوطني للإحصاء الإسباني).
| 224 | 206 | 181 | 164 | 156 | 154 | 143 |